# Lac Lugu
Le lac Lugu est un lac de République populaire de Chine. Il est situé sur la frontière entre les provinces de Yunnan et du Sichuan.
Les rives du lac sont habitées par de nombreux groupes ethniques minoritaires, tels que les Moso, Yi, Pumi et Tibétains.

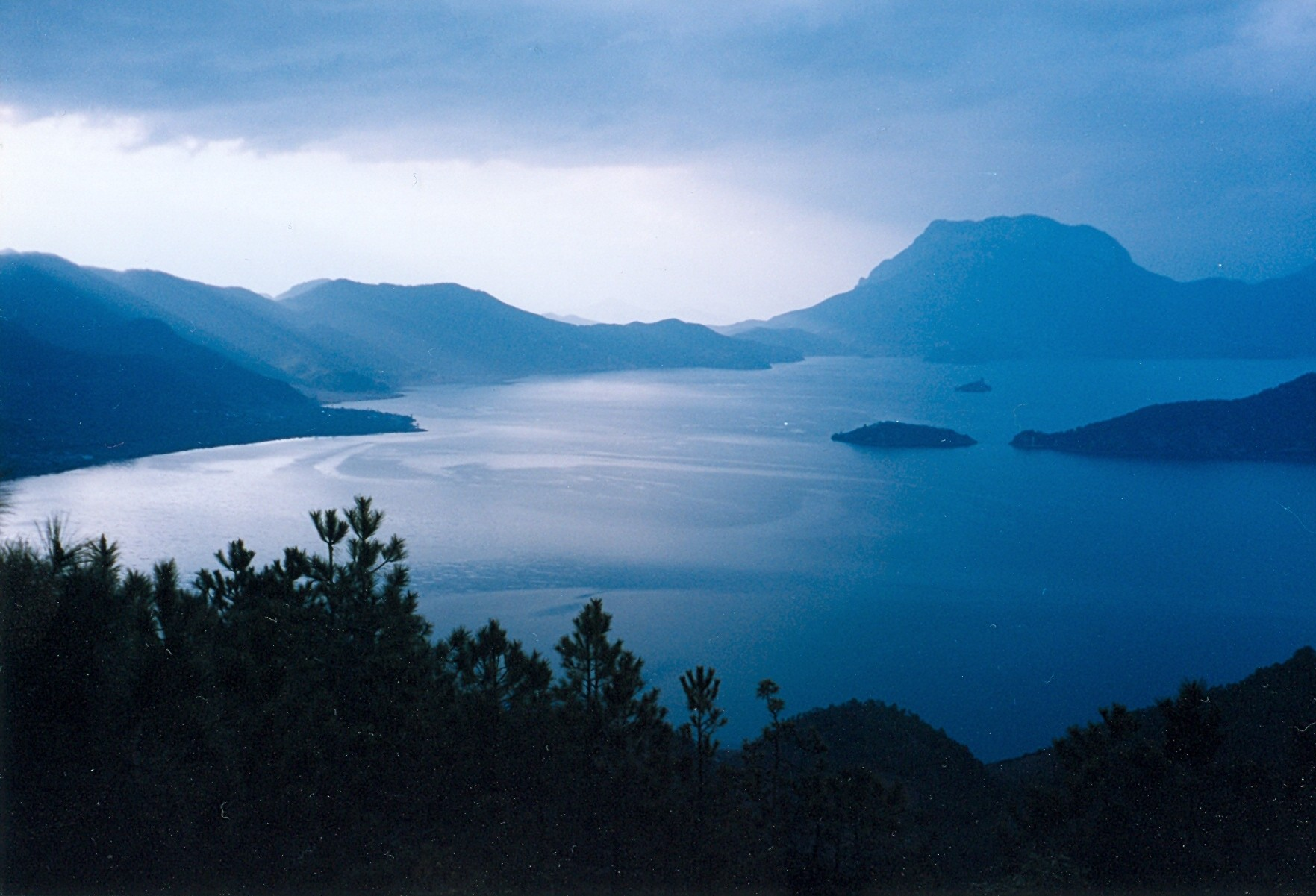
Lac Lugu